# Forêt nationale de Payette
La forêt nationale de Payette – ou Payette National Forest en anglais – est une aire protégée américaine dans les comtés d'Adams, Idaho, Valley et Washington, dans l'Idaho. Créée le 1er avril 1944, cette forêt nationale protège 9 420 km2.

## Toponymie
La forêt a été nommée en l'honneur de François Payette (1793- après 1844), un explorateur et négociant en fourrure franco-canadien devenu directeur du poste de traite de Fort Boise pour le compte de la Compagnie de la Baie d'Hudson de 1835 à 1844. Il est l'un des premiers hommes blancs à s'installer dans la région, s'aventurant même à l'est d'Astoria, dans l'Oregon, en 1818.